# Ogilbys duiker
De Ogilbys duiker (Cephalophorus ogilbyi) is een zoogdier uit de familie van de holhoornigen (Bovidae). De wetenschappelijke naam van de soort werd voor het eerst geldig gepubliceerd door Waterhouse in 1838.

## Voorkomen
De soort komt voor in het zuidoosten van Nigeria, het zuiden van Kameroen, Equatoriaal Guinea (Bioko) en Gabon.